# Pie Traynor
Harold Joseph (Pie) Traynor (Framingham, 11 november 1898 – Pittsburgh, 16 maart 1972) was een Amerikaans professioneel honkbalspeler, manager, scout en radiopresentator.
Traynor speelde zijn volledige carrière in de Major League Baseball (1920-1937) als derde honkman voor de Pittsburgh Pirates. Hij werd in 1948 opgenomen in de Baseball Hall of Fame.
- International Standard Name Identifier: 0000 0000 7270 9669
- Library of Congress Control Number: n2009074420
- Virtual International Authority File: 102940353
- WorldCat: E39PBJq6XWfrhG8xYjqbcY9VYP